# Steve Shaw
Steve Shaw (* 1. ledna 1963 Enfield, Middlesex) je bývalý anglický profesionální tenista, vítěz jednoho turnaje ATP ve čtyřhře v roce 1985.